# بينيت سيرف
بينيت سيرف (بالإنجليزية: Bennett Cerf)‏ هو كاتب سير ذاتية أمريكي، ولد في 25 مايو 1898 في مانهاتن في الولايات المتحدة، وتوفي في 27 أغسطس 1971 في ماونت كيسكو في الولايات المتحدة.

## وصلات خارجية
- بينيت سيرف على موقع IMDb (الإنجليزية)
- بينيت سيرف على موقع الموسوعة البريطانية (الإنجليزية)
- بينيت سيرف على موقع إن إن دي بي (الإنجليزية)
- بينيت سيرف على موقع قاعدة بيانات الفيلم (الإنجليزية)